# David Hobbs
David Wishart Hobbs (Royal Leamington Spa; 9 de junio de 1939) es un expiloto de automovilismo británico. Trabajó como comentarista desde mediados de la década de 1970 para CBS Sports hasta 1996, Speed desde 1996 hasta 2012 y NBC Sports desde 2013 hasta 2017. En 1969, Hobbs fue incluido en la lista de pilotos calificados de la FIA, un grupo de 27 pilotos que por sus logros fueron calificados como los mejores del mundo. Hobbs fue incluido en el Salón de la Fama de Automovilismo de América en 2009.

## Carrera
Hobbs nació en Royal Leamington Spa, Inglaterra, apenas unos meses antes del estallido de la Segunda Guerra Mundial. Su carrera como piloto de carreras abarcó 30 años en todos los niveles, incluidos autos deportivos, autos de turismo, Indy, IMSA, Can-Am y Fórmula 1. Ha participado en las 500 Millas de Indianápolis y las 24 Horas de Daytona. Hizo veinte largadas en las 24 Horas de Le Mans, terminando en octavo lugar en su primera participación en 1962, seguido de una pole position y un tercer lugar (en 1969 y 1984) como mejor resultado.
Hobbs debía hacer su debut en la Fórmula 1 para Tim Parnell Racing en el Gran Premio de Francia de 1965 en Clermont-Ferrand, pero un grave accidente de tráfico lo tuvo en el hospital durante tres semanas.
En 1971, Hobbs ganó el Campeonato Continental L&M 5000, conduciendo para Carl Hogan en St. Louis, Missouri, en un McLaren M10B-Chevrolet. Ganó cinco de las ocho rondas de ese año en Laguna Seca, Seattle, Road America, Edmonton y Lime Rock. 12 años más tarde, también reclamaría el campeonato de la serie Trans-Am en 1983. También hizo dos carreras en la Copa Winston de NASCAR en 1976, incluyendo dos vueltas como líder en las 500 Millas de Daytona de ese año y condujo una carrera en la Internacional Race of Champions en 1979.

## Trabajos en televisión
Hobbs proporcionó comentarios para las carreras de Fórmula 1 y GP2 Series (junto con Leigh Diffey y el exmecánico de Benetton Steve Matchett) hasta 2013, las segundas vueltas de SCCA Valvoline y partes de las 24 Horas de Daytona. También trabajó para CBS en su cobertura de las 500 Millas de Daytona, trabajando como comentarista y reportero de reportajes desde 1979 hasta 1996, y luego se mudó a Speed en 1996 trabajando como comentarista y luego se mudó a NBCSN en 2013. También trabajó para ESPN, sirviendo como analista para su cobertura de Fórmula 1 desde 1988 hasta 1992.

## Otras apariciones
Hobbs apareció en la película de comedia de 1983 Stroker Ace, interpretando a un locutor de carreras de televisión. También apareció en la película Cars 2, que se estrenó en junio de 2011, como el locutor «David Hobbscap», un Jaguar de 1963 de la ciudad natal real de Hobbs en Inglaterra.

## Vida personal
El padre de Hobbs, Howard Frederick Hobbs, fue un ingeniero e inventor nacido en Australia que desarrolló una versión temprana de la transmisión automática, conocida como Mecha-Matic. Colin Chapman hizo instalar esta transmisión en sus automóviles Lotus Elite. Hobbs vive en Vero Beach, Florida con su esposa, Margaret, con quien tiene dos hijos, Gregory y Guy. En 1986, Hobbs abrió un concesionario de automóviles, David Hobbs Honda, en Glendale, Wisconsin, el cual continúa en actividad actualmente, y para el cual él personalmente expresa anuncios. Su hijo menor, Guy, trabajaba para Speed como reportero de boxes en su cobertura de autos deportivos. Es el abuelo del actual piloto de carreras Andrew Hobbs.

## Resultados

### Fórmula 1
(Clave) (negrita indica pole position) (cursiva indica vuelta rápida)

| 1967    | Bernard White Racing | RSA | MON | NED | BEL | FRA | GBR 8 |          | CAN 9 | ITA     | USA | MEX    |       |       |     |     | NC | 0 |
| 1967    | Lola Cars            |     |     |     |     |     |       | GER 10F2 |       |         |     |        |       |       |     |     | NC | 0 |
| 1968    | Honda Racing F1      | RSA | ESP | MON | BEL | NED | FRA   | GBR      | GER   | ITA Ret | CAN | USA    | MEX   |       |     |     | NC | 0 |
| 1971    | Penske-White Racing  | RSA | ESP | MON | NED | FRA | GBR   | GER      | AUT   | ITA     | CAN | USA 10 |       |       |     |     | NC | 0 |
| 1974    | Yardley Team McLaren | ARG | BRA | RSA | ESP | BEL | MON   | SWE      | NED   | FRA     | GBR | GER    | AUT 7 | ITA 9 | CAN | USA | NC | 0 |
| Fuente: |                      |     |     |     |     |     |       |          |       |         |     |        |       |       |     |     |    |   |